# Código de área 605

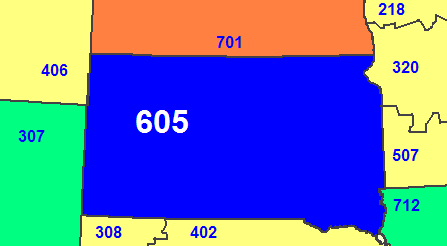
Mapa del código de área de Dakota del Sur en azul (con indicación de los estados limítrofes)

605 es el código de área estadounidense para todo el estado de Dakota del Sur, uno de los pocos estados que posee un único código junto con Dakota del Norte que posee el 701.